# Pyrrhopyge sarpedon
Espèce
Pyrrhopyge sarpedon est une espèce de lépidoptères (papillons) de la famille des Hesperiidae, de la sous-famille des Pyrginae, de la tribu des Pyrrhopygini et du genre Pyrrhopyge.

## Dénomination
Pyrrhopyge sarpedon a été nommé par Ernest Layton Bell (d) en 1931 sous le nom initial de Yanguna sarpedon.

### Nom vernaculaire
Pyrrhopyge sarpedon se nomme Sarpedon Firetip en anglais.

## Écologie et distribution
Pyrrhopyge sarpedon est présent au Pérou,.

### Protection
Pas de statut de protection particulier.